# Abborragölen (Ronneby socken, Blekinge, 622919-146124)
Abborragölen är en sjö i Ronneby kommun i Blekinge och ingår i Ronnebyån-Vierydsåns kustområde.